# حميد النجار
حميد النجار (مواليد 22 فبراير 1989) لاعب كرة قدم إماراتي يجيد اللعب كحارس مرمى .
لعب سابقاً لأندية النصر ودبا الفجيرة و نادي الوصل و نادي العروبة.

## روابط خارجية
- حميد النجار على موقع Soccerway.com (الإنجليزية)